# کارکس ابریگینوم
کارکس ابریگینوم (نام علمی: Carex aboriginum) نام یک گونه از سرده جگن است.